# John Daly (Bischof)
John Charles Sydney Daly (* 1901; † 1985) war anglikanischer Bischof in Afrika und Asien.

## Leben
Nach seiner Schulbildung auf der Gresham’s School in Holt und der University of Cambridge wurde Daly Diakon der Kirche von England und erhielt 1923 seine Priesterweihe. Als jüngster Bischof wurde er 1935 nach der neu geschaffenen Diözese Gambia and the Rio Pongas entsandt. Während des Zweiten Weltkriegs diente Daly als District Scout-Kommissar, so leitete er 1944 das gambische Kontingent bei einem Jamboree in Katibougou in dem damaligen Französisch-Sudan (heute Mali), das für frankophone und anglophone Boy Scouts veranstaltet wurde.
1951 wurde er nach der Diözese von Accra (Ghana) versetzt, die er bis 1955 leitete, als er zur Diözese von Korea entsandt wurde. Die Mission war eine mit größeren Herausforderungen für ihn, da nach dem Koreakrieg (1950–1953), sowie der Unterbindung der meisten Kontakte zu Nordkorea, das Land wirtschaftliche, politische und soziale Probleme zu überwinden hatte. Er wurde am 17. Januar 1956 in der Anglikanische Kathedrale St. Mary und St. Nicholas feierlich in sein Amt eingeführt.
Die Diözese von Korea wurde 1965 geteilt, Paul Ch’on-Hwan Li (Paul Lee, der erste koreanische Bischof der anglikanischen Kirche in Korea) wurde Bischof der Diözese von Seoul. Daly wurde Bischof der Diözese von Daejeon, dieses Amt behielt er bis 1968.
Daly erlebte das 50-jährige Jubiläum als Bischof. Das „Bishop John Daly Mission Center“ in Gumi (Südkorea) wurde nach ihm benannt.